# Nobressart

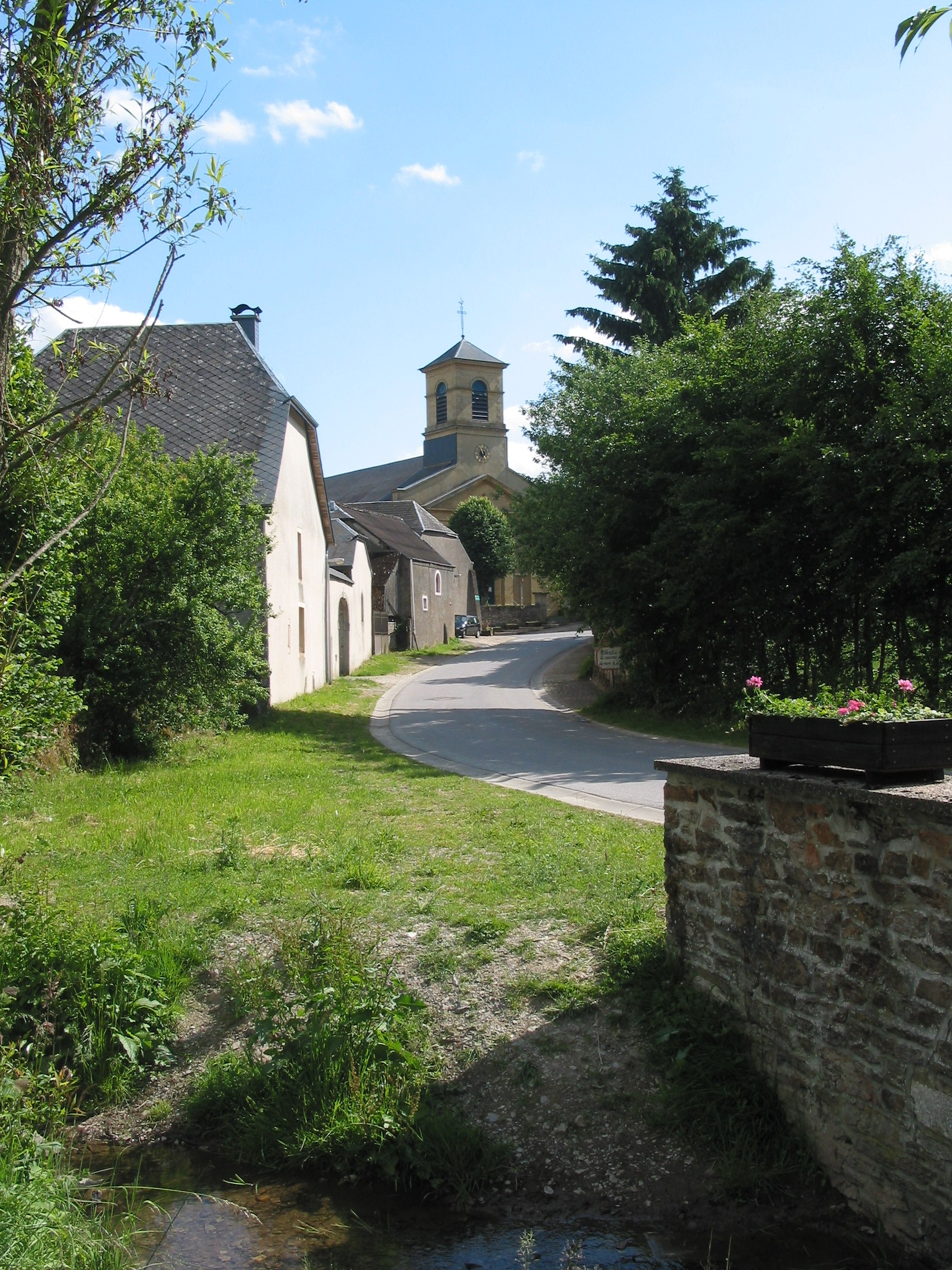
Nobressart: Rue de la Halte.

Nobressart (Luxemburgs: Gehaanselchert; Waals: Nåbrissåt; Duits: Elchenroth) is een plaats in de Belgische provincie Luxemburg en een sinds de gemeentelijke herindeling van 1977 in het arrondissement Aarlen een deelgemeente van Attert.
Het dorp is opgenomen in de lijst van de mooiste plaatsjes in Wallonië (Les Plus Beaux Villages de Wallonie) en ligt in het zogenaamde Arelerland. In deze streek was van oudsher het Luxemburgs de omgangstaal. Volgens de tienjaarlijkse talentelling van 1930 sprak 96% van de bevolking er meestal of uitsluitend Duits (in deze te begrijpen als Luxemburgs). Bij de eerstvolgende telling van 1947 gaf eenzelfde aandeel van de inwoners aan meestal of uitsluitend Frans te spreken en was het aantal Duitstaligen teruggevallen tot 5%.

## Demografische ontwikkeling
- Bronnen:NIS, Opm:1831 tot en met 1970=volkstellingen, 1976= inwoneraantal op 31 december

Deelgemeenten: Attert · Nobressart · Nothomb · Thiaumont · Tontelange

Overige kernen: Almeroth · Grendel · Heinstert · Lischert · Lottert · Louchert · Luxeroth · Metzert · Parette · Post · Rodenhoff · Schadeck · Schockville

Belgische gemeenten · Arrondissement Aarlen · Luxemburg · Wallonië